# Роберто Ді Майо
Роберто Ді Майо (італ. Roberto Di Maio, нар. 21 вересня 1982, Неаполь) — італійський і санмаринський футболіст, захисник клубу «Космос» та національної збірної Сан-Марино.

## Клубна кар'єра
Народився 21 вересня 1982 року в місті Неаполь. Вихованець футбольної школи клубу «Модена».
У дорослому футболі дебютував 2000 року виступами за команду «Віртус Кастельфранко» на рівні п'ятого італійського дивізіону. Протягом 2000-х років встиг пограти за низку команд п'ятого, четвертого і третього дивізіонів італійської першості.
2010 року перейшов до третьолігової «Ночеріни», у складі якої за результатами першого ж сезону здобув підвищення у класі і наступний сезон 2011/12 провів у Серії B, що стало піком його клубної кар'єри — єдиним сезоном, проведеним на рівні другого італійського дивізіону.
У подальшому знову грав у нижчих італійськиї лігах, зокрема за «Лечче», «Ріміні» та «Губбіо».
2017 року пограв за «Сан-Марино Кальчо», представника Сан-Марино у п'ятому італійському дивізіоні, звідки перебрався до аматорської першості Сан-Марино, де у 2017–2022 роках грав за «Ла Фіоріту», у складі якої двічі ставав чемпіоном Сан-Марино. 
До складу клубу «Космос» перейшов 2022 року.

## Виступи за збірну
2023 року 40-річний на той час гравець, що завершував ігрову кар'єру у першості Сан-Марино, погодився пограти за національну збірну Сан-Марино і дебютував у її складі.
| Дата       | Місто      | Господарі         | Результат | Гості             | Турнір            | Голи | Примітки |
| ---------- | ---------- | ----------------- | --------- | ----------------- | ----------------- | ---- | -------- |
| 23-3-2023  | Серравалле | Сан-Марино        | 0 – 2     | Північна Ірландія | Відбір до ЧЄ 2024 | -    |          |
| 26-3-2023  | Любляна    | Словенія          | 2 – 0     | Сан-Марино        | Відбір до ЧЄ 2024 | -    | 46'      |
| 16-6-2023  | Парма      | Сан-Марино        | 0 – 3     | Казахстан         | Відбір до ЧЄ 2024 | -    |          |
| 19-6-2023  | Гельсінкі  | Фінляндія         | 6 – 0     | Сан-Марино        | Відбір до ЧЄ 2024 | -    | 89'      |
| 7-9-2023   | Копенгаген | Данія             | 4 – 0     | Сан-Марино        | Відбір до ЧЄ 2024 | -    |          |
| 10-9-2023  | Серравалле | Сан-Марино        | 0 – 4     | Словенія          | Відбір до ЧЄ 2024 | -    | 87'      |
| 14-10-2023 | Белфаст    | Північна Ірландія | 3 – 0     | Сан-Марино        | Відбір до ЧЄ 2024 | -    |          |
| 17-10-2023 | Серравалле | Сан-Марино        | 1 – 2     | Данія             | Відбір до ЧЄ 2024 | -    | 75' 88'  |
| 17-11-2023 | Астана     | Казахстан         | 3 – 1     | Сан-Марино        | Відбір до ЧЄ 2024 | -    | 46'      |
| Усього     |            | Матчів            | 9         |                   | Голів             | 0    |          |

## Титули і досягнення

### Командні
- Чемпіон Сан-Марино (2):

«Ла Фіоріта»: 2017-2018, 2021-2022
- Володар Кубка Сан-Марино (2):

«Ла Фіоріта»: 2017-2018, 2020-2021
- Володар Суперкубка Сан-Марино (2):

«Ла Фіоріта»: 2018, 2021